# Pasquale Salvatore Samperi
Pasquale Maria Salvatore Samperi (Niscemi, 7 aprile 1870 – Roma, 19 luglio 1964) è stato un magistrato e politico italiano.
Entrato in magistratura nel 1894 è stato consigliere della Corte di cassazione, primo presidente della Corte di appello di Bologna, presidente di sezione della Corte di cassazione. Senatore dal 1939.